# Jaguaré (distrito de São Paulo)
Jaguaré é um distrito situado na zona oeste do município de São Paulo e é administrado pela Prefeitura Regional da Lapa, possui uma área de aproximadamente 6,6 km² e uma população de 42,4 mil habitantes, relativamente heterogênea e de classe média em sua maioria. Limita-se com os distritos paulistanos de Vila Leopoldina, Alto de Pinheiros, Butantã e Rio Pequeno, e com a zona centro-sul do município de Osasco.
O distrito de Jaguaré é constituído pelos bairros: Centro Industrial do Jaguaré, Super Quadra Jaguaré, Vila Nova Jaguaré, Parque Continental, Vila Graziela, Vila Jaguaré e Vila Lageado. Localizam-se no distrito o Mirante do Jaguaré, que é tombado pelo poder público municipal, e o Museu da Tecnologia de São Paulo, próximo à Cidade Universitária.
O distrito do Jaguaré foi projetado e construído pelo engenheiro Henrique Dumont Villares em 1935. Dono da Sociedade Imobiliária Jaguaré, Villares dividiu a região em áreas residenciais, comerciais e industriais, e incentivou sua ocupação, consolidada após a construção da ponte do Jaguaré, sobre o rio Pinheiros. Nas décadas seguintes, atraiu centenas de fábricas, tornando-se um dos distritos mais industrializados do município. O lento crescimento econômico registrado na década de 1980 afetou profundamente o distrito, que perdeu grande parte de suas empresas. Conserva-se até hoje, no entanto, como importante centro industrial, ao mesmo tempo em que assiste ao crescimento do terceiro setor. Nos últimos anos, registram-se investimentos no setor imobiliário, que começam a incentivar a verticalização das áreas residenciais, ainda predominantemente compostas por casas térreas e sobrados.

## História

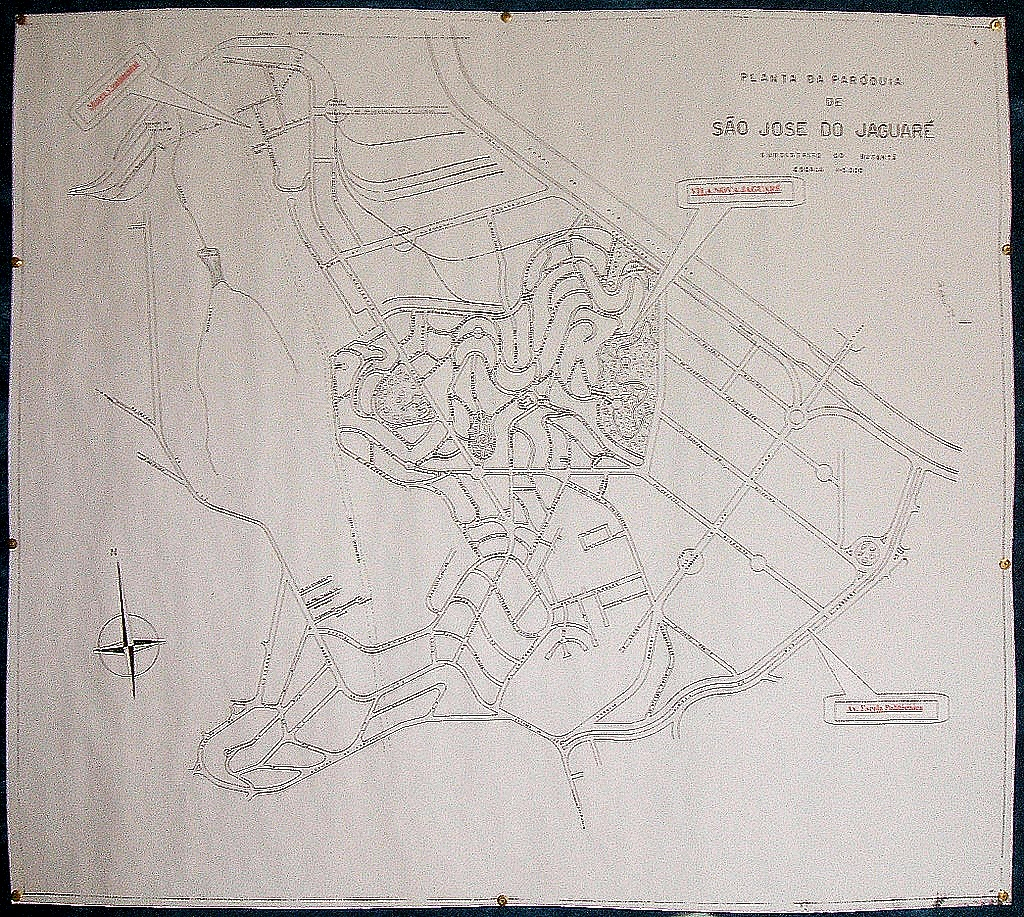
Projeto urbanístico de Henrique Dumont Villares para o Jaguaré

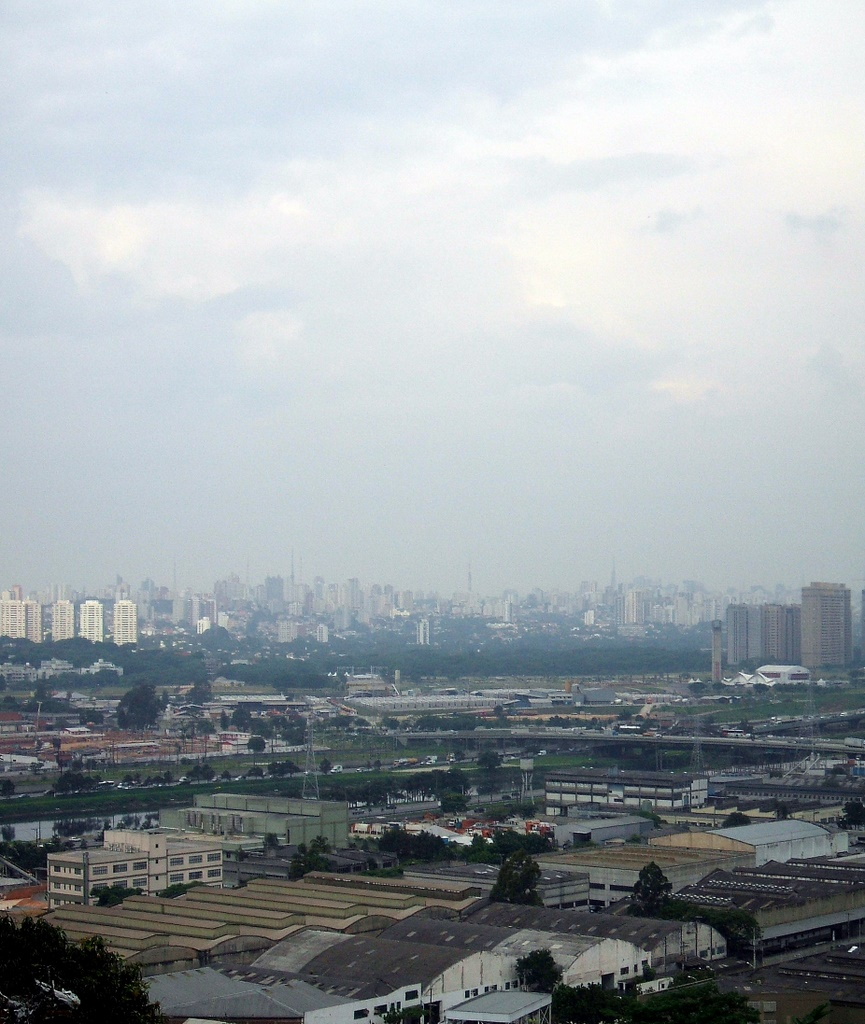
Vista do Centro Industrial Jaguaré

O Jaguaré foi uma das muitas áreas rurais situadas além dos rios Tietê e Pinheiros cuja ocupação e exploração só se iniciou após o expressivo crescimento do parque industrial paulistano e da explosão demográfica a que o município assistiu a partir das primeiras décadas do século XX. Por volta de 1925, alguns imigrantes europeus encontram-se instalados nos arredores do futuro distrito, ocupado por fazendas, sítios e chácaras. A região que compreende o Jaguaré propriamente dito era uma grande fazenda de 165 alqueires, pertencente à Companhia Suburbana Paulista, empresa responsável pelo loteamento de terras, fundada por Ramos de Azevedo. O nome "Jaguaré" deve-se ao ribeirão homônimo, que nascia em Osasco e cortava a região até desembocar no rio Pinheiros. Existem três hipóteses para o significado de "Jaguaré"ː
- teria sua origem no tupi e significaria "lugar onde existem onças", em referência aos felinos (em tupi, "jaguar", ou "jaguaretê") que habitavam as matas dessa região;
- teria sua origem no tupi antigo îagûarema, que significa "cão fedorento" (îagûara, cão e rema, fedorento);[4]
- designaria uma espécie de animal.[4][5]

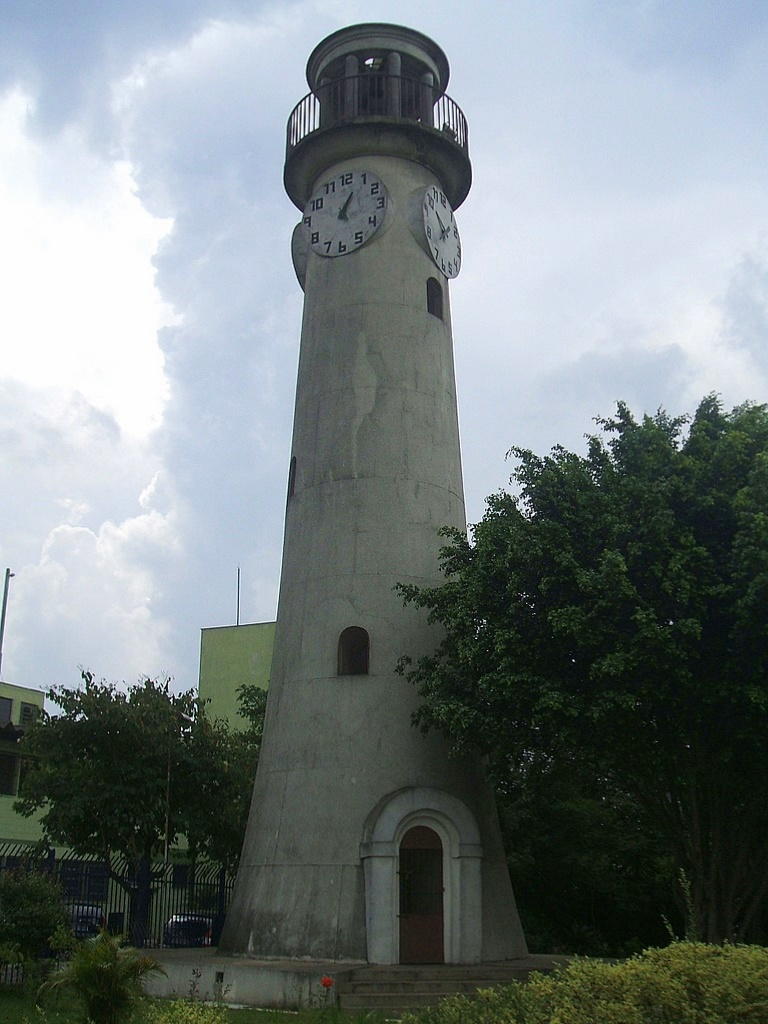
Torre do relógio do Jaguaré

Em 1935, a fazenda é adquirida pela Sociedade Imobiliária do Jaguaré, empresa criada por Henrique Dumont Villares, engenheiro agrônomo formado na Bélgica, sobrinho e afilhado de Santos Dumont. Henrique Dumont Villares idealizou um projeto de urbanização para a região, dividindo-a em áreas residenciais, comerciais e industriais. As ruas foram desenhadas de modo que o centro comercial fosse rodeado por residências e estas pelas indústrias. Foram construídas 42 praças e diversas casas para os funcionários da empresa. No ponto mais alto do Jaguaré, ergueu-se um mirante dotado de uma torre com relógio e sino, cuja função era servir de símbolo ao novo bairro. Canalizou-se o ribeirão Jaguaré e executou-se o traçado do sistema viário.

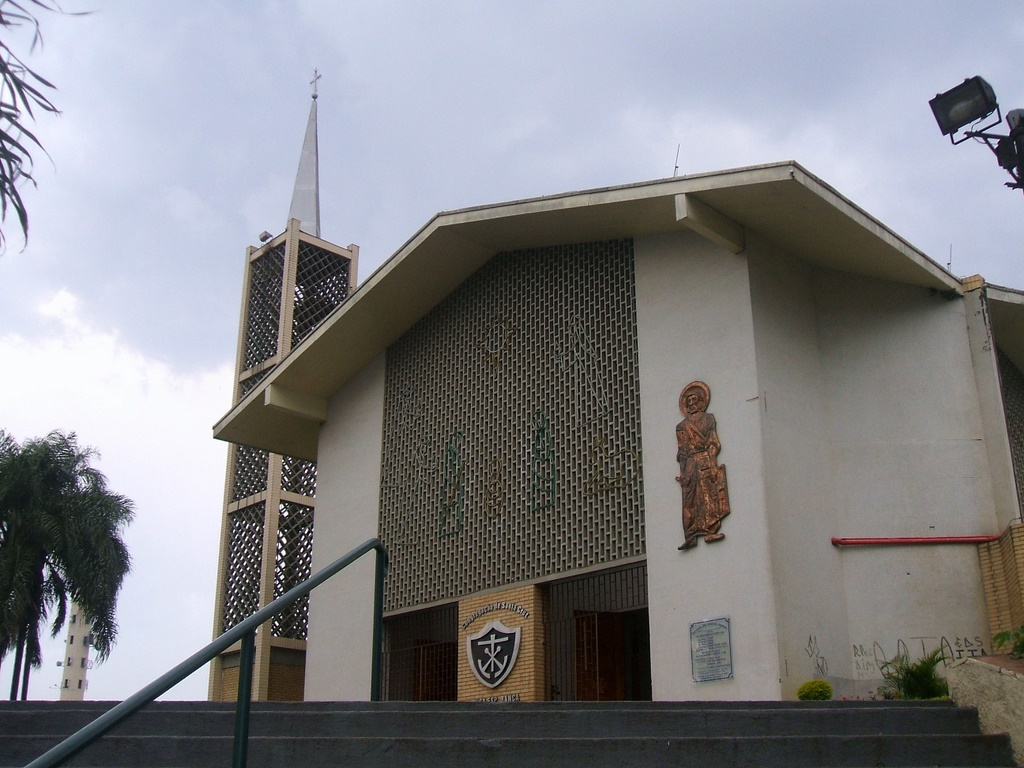
Igreja de São José do Jaguaré

Desde a fase de implementação do projeto, no entanto, o rio Pinheiros já constituía uma barreira natural que limitava a circulação das pessoas e atrapalhava o plano de instalar um centro industrial na região. Em 1940, para sanar o problema, Henrique Dumont Villares doou, à prefeitura, a quantia de 700 réis a serem aplicados na construção da ponte do Jaguaré, ligando o distrito à também incipiente região de Vila Leopoldina e, em seguida, à Lapa. O Grupo Matarazzo foi o primeiro a instalar uma fábrica na região. Com a conclusão da ponte, na década de 1940, outras dezenas de indústrias se instalariam no Jaguaré, incentivando o estabelecimento de funcionários e comerciantes e iniciando um período de grande crescimento econômico e demográfico. Em meados do século XX, o bairro já era considerado um dos mais industrializados do município, com mais de 125 fábricas e indústrias de pequeno, médio e grande porte.

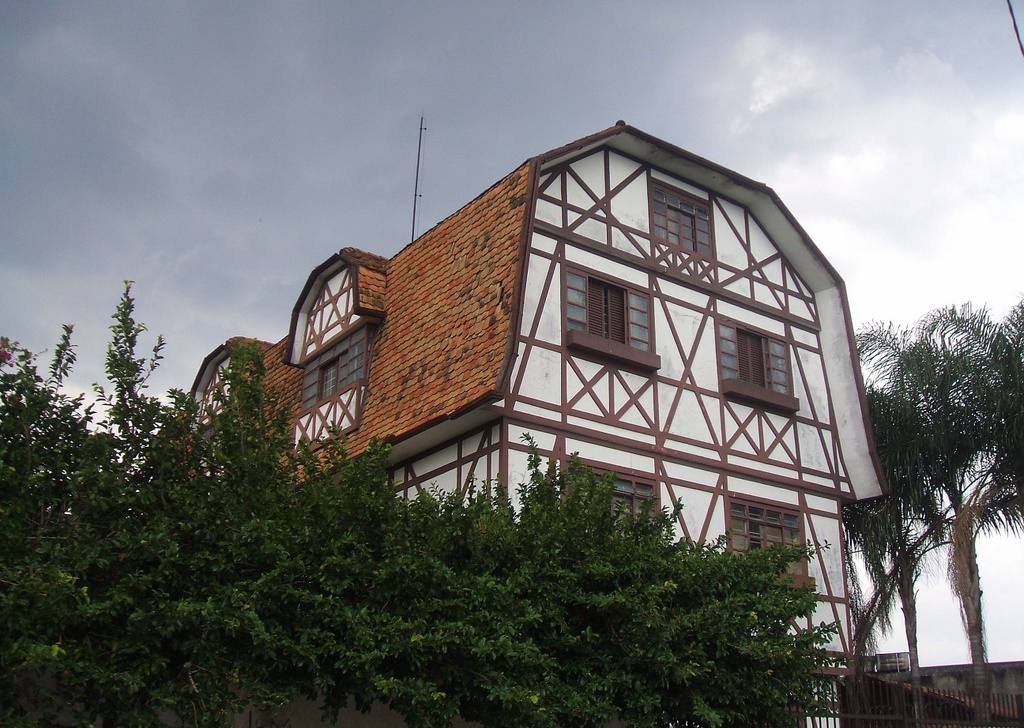
Antiga subestação de energia no alto do Jaguaré

Em 1945, um grupo de missionários canadenses fundou a Igreja de São José do Jaguaré, a primeira do bairro, e, em 1947, em parceria com os padres da Congregação de Santa Cruz, Henrique Dumont fundou o Externato Jaguaré, primeiro colégio da congregação no país, em meados de 1975 passou a ser a Escola Estadual de Primeiro e Segundo Grau Henrique Dumont Villares, com 8 salas e 3 turnos (Manhã, Tarde e Noite), tornando-se a primeira escola estadual do bairro. Henrique Dumont também doou à prefeitura uma área de aproximadamente 150 mil metros quadrados para que, nela, fosse implantada uma área de lazer. O espaço, no entanto, nunca foi aproveitado, e passou a ser invadido a partir das décadas de 1960 e 1970, com a intensificação da migração para São Paulo. Hoje, a área constitui a favela Vila Nova Jaguaré. Com 12 mil habitantes, é considerada a maior da localidade em área contínua (sem ruas pavimentadas).
Nas décadas seguintes, prosseguiu a expansão da região e novos bairros foram incorporados ao distrito, como Parque Continental (na divisa com Osasco), Vila Graziela, Vila Lageado e Conjunto Butantã. O longo período de recessão econômica iniciado nos anos 1970 e agravado nos anos 1980, no entanto, afetou, profundamente, o distrito, com a saída e fechamento de várias empresas. Apesar disso, o Jaguaré se mantém como importante centro industrial: no ano 2000, o distrito registrava a presença de 156 indústrias, que, juntas, respondiam por mais de 8 500 empregos diretos - mais do que o comércio (3 149) e o setor de serviços (6 126). Sem embargo, vem crescendo a participação do setor terciário na economia do distrito: em 1975, foi inaugurado o Continental Shopping, o primeiro centro comercial da região, e grandes empreendimentos imobiliários têm influenciado a verticalização em alguns bairros do Jaguaré, onde, em geral, predominam as casas térreas e sobrados.

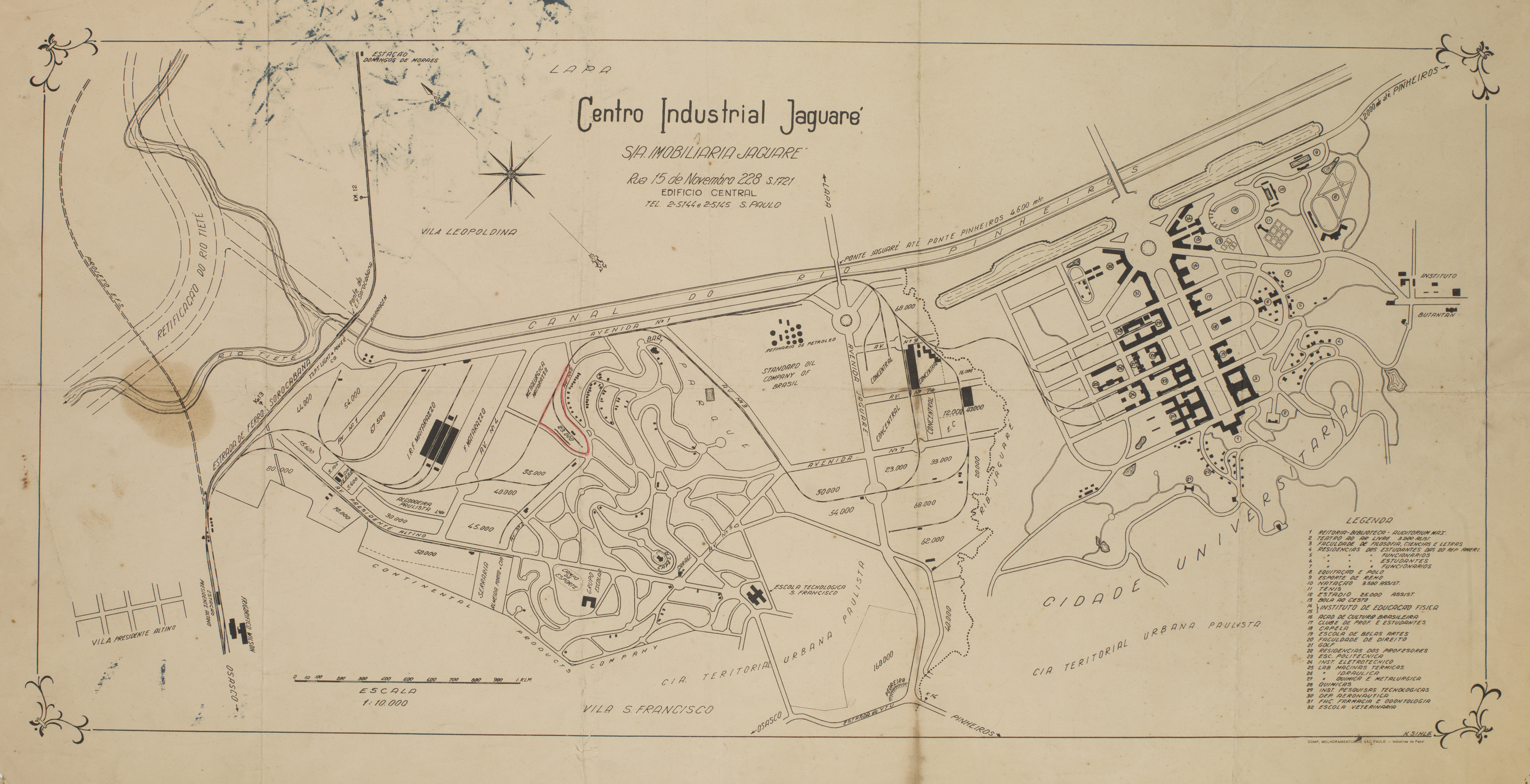
Planta do Centro Industrial do Jaguaré

## Demografia
Evolução demográfica do distrito do Jaguaré

## Distritos e municípios limítrofes
- Osasco (Oeste e Norte)
- Vila Leopoldina e Alto de Pinheiros (Leste)
- Butantã (Sudeste)
- Rio Pequeno (Sul)